# Odynerus andreanus
Odynerus andreanus är en stekelart. Odynerus andreanus ingår i släktet lergetingar, och familjen Eumenidae. Utöver nominatformen finns också underarten O. a. discolor.